# Луковица (ботаника)
Луковица је изданак у коме су резервне хранљиве супстанце смештене у листовима. Луковицу најчешће имају монокотиле.

## Изглед и типови
На пресеку луковице при самом дну може да се види редуковано стабло, а у њеној унутрашњости пупољак смештен између листова. Луковице иначе могу бити туникатне као код црног лука, када им је периферни лист кожаст и обојен, те служи као заштита унутрашњим листовима или црепасте, као код рода љиљана, где не постоји спољни заштитни лист и где се листови препокривају попут црепова на крову.
Код неких врста, луковице се развијају на надземним деловима и називају се булбили. Код Cardamine bulbifera настају у пазуху листова. Љубичасте су боје и имају улогу у размножавању. Сличне луковице постоје код крина. Код белог лука, цветови се преображавају у булбиле. Код ове биљке луковице су подземне и у пазуху својих листова образују велики број луковица уместо пупољака, а које се називају чено, чесан, чењ или чешањ.
Неке врсте имају кртоласте луковице, које су у ствари морфолошки ближе кртолама. Заправо, подземно стабло које служи као магацин хране има изглед кртоле, али на површини образује љуспасте листове налик туникатној луковици.

## Екологија
Ефемероидне биљке по правилу имају луковицу. С обзиром да имају кратку вегетациону периоду, што је условљено поднебљима у којима живе (степе, полупустиње и пустиње), неповољни период преживљавају њихове луковице. Област масовног распрострањења биљака са луковицом је Медитеран и јужна Африка.